# Mariya Dolina
Mariya Ivanivna Dolina (em ucraniano:  Марія Іванівна Доліна, em russo:  Мария Ивановна Долина Mariya Ivanovna Dolina; 18 de dezembro de 1922 – 3 de março de 2010) foi uma piloto soviética, vice-comandante e comandante do 125º Esquadrão "Marina M. Raskova". Ela foi uma combatente activa essencialmente durante a 1ª Frente do Mar Báltico durante Segunda Guerra Mundial. No dia 18 de agosto de 1945 Dolina foi premiada com o título de Heroína da União Soviética.